# 니흐리야 전투
니흐리야 전투는 기원전 1237년경 투드할리야 4세의 히타이트와 샬만에세르 1세의 아시리아사이에 벌어진 전투이다. 니흐리야에서 벌어진 이 전투는 아시리아가 승리하였다.